# Philip Dumas
Philip Wylie Dumas, CB, CVO (* 1868; † 1948) war ein britischer Offizier und Diplomat (Marineattaché).

## Leben und Wirken
Dumas trat nach dem Schulbesuch am 15. Juli 1881 als Kadett in die Royal Navy ein. Nach verschiedenen Schiffskommandos wurde Dumas im Februar 1906 von der britischen Regierung als Marineattaché nach Berlin entsandt, wo ihm die Pflege der marinepolitischen Beziehungen beider Staaten oblag. 1908 wurde Dumas als Marineattaché nach Holland, später nach Dänemark, versetzt. Auf dem Berliner Posten folgte ihm Herbert Heath nach.
In den Jahren 1912 bis 1913 amtierte Dumas als Sekretär der Royal Commission on Oil Fuel, die mit der Vorbereitung der Umstellung der britischen Marine von Kohlen- auf Ölfeuerung betraut war. Anschließend kommandierte er die HMS Roxburgh. Zu Beginn des Ersten Weltkrieges wurde Dumas zum Assistant Director of Torpedoes in der Admiralty, dem britischen Marineministerium, ernannt. Nachdem er diese Aufgabe bis 1917 ausgeübt hatte kommandierte er von 1917 bis 1918 die HMS Agamemnon. Den Höhepunkt seiner Laufbahn erreichte er mit der Ernennung zum Admiral.
In seinen späten Jahren lebte Dumas in Buckland nahe Reigate in Surrey.
Dumas Nachlass, darunter seine unveröffentlichte Autobiographie, lagert im War Museum Department of Documents sowie im Churchill Archives Centre der Cambridge University.